# Vittorio Marchesoni
Vittorio Marchesoni (Malé, 12 dicembre 1912 – Padova, 12 luglio 1963) è stato un botanico e biologo italiano, scopritore nel 1954 del Chirocephalus marchesonii nel lago di Pilato.

## Biografia
Vittorio Marchesoni nacque il 12 dicembre 1912 nel comune trentino di Malé. Laureato in scienze biologiche a Padova, università dove in futuro sarà docente di fisiologia vegetale, sotto la guida di Giuseppe Gola, continuò la sua carriera nelle università diventando professore di botanica nell’Università di Camerino nel 1951. In quell'università Vittorio fu preside e rettore magnifico nel 1960, rimanendo in carica per nove anni a termine dei quali ritornò all'Università di Padova.
Nel 1954 divenne direttore scientifico dell'attuale Museo Tridentino di Scienze Naturali e nello stesso anno, viste le sue escursioni presso i Monti Sibillini, scoprì l'esistenza del crostaceo Chirocephalus marchesonii.

## Opere
- La vegetazione del settore Sud-Orientale del Parco Nazionale dello Stelvio, Padova, Tipografia Penada, 1939.
- Algae, Roma, Reale Accademia d'Italia, 1939.
- La vegetazione del settore Sud-Orientale del Parco Nazionale dello Stelvio, Padova, Tipografia Antoniana, 1940.
- Primo saggio di ricerche sul fitoplancton di alcuni laghi dell'Umbria, Abruzzo e Campania, Firenze, Società botanica italiana, 1940.
- Analisi fitogeografica degli elementi floristici del bacino atesino, Trento, Saturnia, 1947.
- Aspetti ecologici e fitogeografici della vegetazione algologica delle regioni desertiche libiche, Roma, Bardi, 1947.
- Analisi fitogeografica degli elementi floristici del bacino atesino : 2 e 3 elemento subatlantico ed elemento orientale, Trento, Saturnia, 1948.
- La valle di Tovel, Trento, Società degli alpinisti tridentini, 1956.
- Le lac de Garda, Firenze, Società botanica italiana, 1957.
- Il giardino alpino delle Viotte sul Monte Bondone, Trento, Arti grafiche Saturnia, 1958.